# Wallasey Village
Wallasey Village – część miasta Wallasey, w Anglii, w hrabstwie ceremonialnym Merseyside, w dystrykcie metropolitalnym Wirral. Leży 7 km na północny zachód od centrum Liverpool i 292 km na północny zachód od Londynu. W 2001 miejscowość liczyła 8550 mieszkańców.